# A. Ş. K.
 (срп. Љубав) турска је телевизијска серија, снимана 2013.

## Синопис
Азра и Керем су се упознали на Спортској академији и отад се нису раздвајали. Нису имали ништа осим љубави, која није била довољна јер нису имали ни динара. Азра је једва могла да издржава своју породицу, а Керем већ неко време није имао посао. Укратко, љубав је била једина добра ствар у њиховим животима.
Тада у њихове животе изненада улази Шебнем. Она је била само још једна Азрина богата ученица док се једног дана није онесвестила на тениском терену. Шебнем је била болесна и умирала је. Рођена је у имућној породици и имала је све што је икад желела. Све што се могло купити, али заправо није била срећна. Чак се није сећала ни да је икад била здрава, а уз све то, никад је нитко није волео, а можда ни она није довољно волела.
Шебнем се бојала да ће умрети, а да неће искусити праву љубав. Бојала се и поверила Азри, која је истовремено била најбоље и најгоре што јој се десило у животу. И анђео и ђаво, и пријатељ и непријатељ. Започела је план да искористи Шебнем да оствари своје снове и спаси себе и своју љубав, Керема, који је имао проблема са дуговима свог оца према зеленашима. Тако су Азра и Керем кренули на пут са кога нема повратка…

## Улоге
| Глумац:         | Улога:         |
| --------------- | -------------- |
| Хазал Каја      | Азра Озак      |
| Кан Урганџиоглу | Џан Вурал      |
| Асли Тандоган   | Шебнем Вурал   |
| Хакан Курташ    | Керем Гурсој   |
| Небахат Чехре   | Неслихан Вурал |
| Кенан Еџе       | Хакан Јилдиз   |
| Тугај Мерџан    | Орхан          |
| Севтап Озалтун  | Еџе            |
| Нихан Колдаш    | Сирма Гурсој   |
| Елит Ишџан      | Семра Озак     |
| Сервет Пандур   | Музејен Озак   |
| Шебнем Костем   | Седеф          |
| Еркан Џан       | Риза Гурсој    |
| Осман Акча      | Хасан          |
| Гунеш Емир      | Мелис          |
| Гокај Муфтуоглу | Фират          |
| Атила Карагоз   | Селим          |